# Kanton Pamiers-1
 Pamiers-1 is een kanton van het Franse departement Ariège. Het kanton maakt deel uit van de arrondissementen Pamiers (11) en Foix (3).
In 2020 telde het 12.454 inwoners.

Het kanton werd gevormd ingevolge het decreet van 18 februari 2014 , met uitwerking op 22 maart 2015, met Pamiers als hoofdplaats.

## Gemeenten
Het kanton omvatte bij zijn oprichting, naast een deel van Pamiers, 14 gemeenten.
Op 1 januari 2023 werd de gemeente Saint-Amans toegevoegd aan de gemeente Bézac, die daarmee het statuut van’commune nouvelle’ kreeg.
Sindsdien omvat het kanton volgende gemeenten:
- Artrix
- Benagues
- Bézac
- Escosse
- Lescousse
- Madière
- Pamiers (westelijk deel)
- Rieux-de-Pelleport
- Saint-Bauzeil
- Saint-Jean-du-Falga
- Saint-Martin-d'Oydes
- Saint-Michel
- Saint-Victor-Rouzaud
- Unzent